# 데켈리아 주둔지

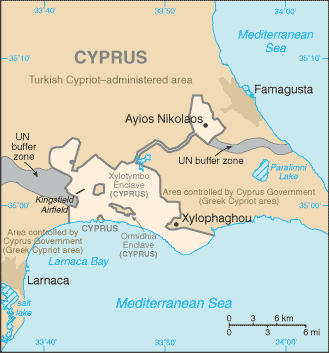
키프로스의 데켈리아 주둔지 지도.

데켈리아 주둔지(그리스어: Περιοχές Κυρίαρχων Βάσεων Δεκέλιας)는 아크로티리 데켈리아의 지역 중 하나이다. 이 주둔지는 키프로스 섬에 있으며, 영국의 해외 영토의 하나로 취급되어 영국군의 해외 주둔 기지로 쓰이고 있다. 이 주둔지는 아크로티리 데켈리아 지역의 중 하나인 동부 해외 주둔 기지에 속해 있다. 이 주둔지는 키프로스 섬에서 가장 큰 군사 주둔지로, 이 주둔지엔 웨일스 공 왕립연대 제2대대가 주둔해 있는 알렉산더 기지가 있기도 하다. 현재 이 주둔지에는 주키프로스 영국군이 주둔해 있다.

## 같이 보기
- 주키프로스 영국군
- 에피스코피 주둔지